# نیروگاه برق آبی گرودنو
نیروگاه برق آبی گرودنو (به لاتین: Grodno Hydroelectric Power Station) یک نیروگاه برقابی در بلاروس است که در گرودنو واقع شده‌است.